# Engastrimante
En la Antigua Grecia, se llamaba engastrimante o engastrimita a quienes predecían el futuro y pronunciaban oráculos, sacando la voz del vientre. Al individuo con la capacidad de sacar la voz del vientre, es al que hoy se conoce como ventrílocuo.
El engastrimante podía practicar el engastrimismo. De esa palabra, formada de gastrimythes y gastriloquos, composición híbrida, resultó la palabra vulgar veniriloquo o ventriloquio, es decir, manera de hablar en la que la voz parece salir del estómago o vientre y que se articula en estas cavidades.
Los autores más antiguos tuvieron ideas de este modo de hablar, especialmente Hipócrates que siguiendo las preocupaciones de su siglo llegó a creer que había hombres que podían hablar con el vientre. Platón cita la historia de Euricles quien hizo observar en sí mismo este efecto de la voz. San Juan Crisóstomo y Acumenius, consideraban los ventriloquos de su tiempo como hombres divinos. Orígenes participó de esta opinión pero en realidad fueron unos impostores que por medio del engastrimismo articulaban los oráculos y conseguían engañar a los crédulos y supersticiosos. Por esta razón, el sacerdote que era engastrimante o engastrimita, al pronunciar los oráculos hacía creer que salían de la boca de la divinidad consultada y la pitonisa que se colocaba sobre su trípode fingiendo estar entregada al dios que la inspiraba, era por lo común una hábil ventrílocua. La pitonisa de Endor que evocó la sombra de Samuel haciéndole aparecer y hablar; las respuestas que daba esta pitonisa salían ex ventre inferiore et partibus genitalibus, razón porque rendía sus oráculos divaricatis cruribus, esto es, con las piernas abiertas.
En algunos autores se denominan engastrimantes los sacerdotes y engastrimitas las sacerdotisas de Apolo que rendían los oráculos de este género. También se nombraron Theopneustes a los sacerdotes o adivinos dotados del espíritu profético e Hypophetas, es decir intérpretes o mensajeros, a los ministros de segundo orden que presidían los oráculos, especialmente los de Júpiter: sus principales atribuciones consistían en recibir de los ministros de primer orden los oráculos para trasmitirlos al pueblo.